# Балтийское воздушное патрулирование
Балтийское воздушное патрулирование (англ. Baltic Air Policing, в русскоязычных материалах НАТО «Миссия НАТО по патрулированию воздушного пространства стран Балтии») — проводимая с 2004 года программа НАТО по защите воздушного пространства трех балтийских государств: Латвии, Литвы, Эстонии.

## История
С вступлением балтийских государств в НАТО началась операция по защите воздушного пространства этих государств, представляющего собой часть единого пространства НАТО. Эту миссию выполняют поочередно страны НАТО. Постоянной базой миссии является литовская Первая воздушная база при международном аэропорте в Шяуляе. С 2014 года самолёты миссии стали базироваться и на второй постоянной базе Эмари в Эстонии.

### Миссия
С 31 марта 2006 продолжительность миссии стран увеличена с 3 месяцев до 4 месяцев. К 2013 в операции участвовало 14 стран из 28 членов НАТО. С 2014 планировалось участие Канады, с 2015 — Венгрии, Италии. Обычно страны-участники высылают на миссию 4 самолёта-истребителя и 50-100 человек наземного персонала. Два самолета находятся в боевой готовности, два в резерве. Изначально продолжительность миссии была определена до 2018 года с вероятным продолжением. Балтийские страны покрывают часть стоимости миссии, выплачивая ежегодно 3 000 000 евро. НАТО потратило на модернизацию базы свыше 7 000 000 евро.
Из-за кризиса в Крыму в марте 2014 года и «угрозу агрессии России на территории бывших республик СССР» США на выполнение союзнических обязанностей увеличили своё участие в миссии до 6 истребителей F-15 и самолёта-топливозаправщика KC-135. В апреле 2014 к миссии была подключена эстонская авиабаза в Эмари. С 1 мая 2014 миссию выполняли самолеты ВВС Польши и Великобритании на базе в Шяуляе и ВВС Дании в Эмари. Итого 12 самолётов.
С января по апрель 2017 года воздушное патрулирование было передано от французской миссии к нидерландской. В рамках 43-й ротации НАТО Королевский отряд воздушной разведки Нидерландов под командованием майора Герта нёс боевое дежурство в небе над Литвой, Латвией и Эстонией. Самолёты базировались на авиабазе в Шяуляе в Литве.

### Инциденты
7 августа 2018 года истребитель Eurofighter ВВС Испании во время тренировочных полетов в воздушном пространстве Эстонии случайно выпустил тактическую крылатую ракету класса воздух-воздухAIM-120 AMRAAM. Командующий ВВС Эстонии Рииво Валге заявил, что это была ракета с боевой загрузкой 5-10 кг взрывчатого вещества. Она упала в болотистой местности природоохранной зоны Эндла. На месте падения возник очаг возгорания, однако фрагменты ракеты найдены не были. По результатам расследования, пилот, допустивший несанкционированный пуск ракеты, получил штраф в размере недельного заработка.

### Похожие миссии
Кроме балтийских государств, из-за недостатка собственных ВВС похожие миссии касаются Люксембурга (прикрывает ВВС Бельгии), Словении  (прикрывают ВВС Венгрии или Италии), Албании  (прикрывают ВВС Италии или Греции), Исландии (прикрывают ВВС США и скандинавских стран в рамках Исландского воздушного патрулирования (англ. Icelandic Air Policing)). С 1 мая 2014 Франция направила 4 самолета Dassault Rafale на базу в ВВС в Мальборке, а Канада — 6 CF-18 Hornet на базу в Румынии.